# Aschach an der Donau
Aschach an der Donau is een gemeente in de Oostenrijkse deelstaat Opper-Oostenrijk, gelegen in het district Eferding (EF). De gemeente heeft ongeveer 2200 inwoners.

## Geografie
Aschach an der Donau heeft een oppervlakte van 6 km². Het ligt in het middennoorden van het land. De Duitse grens is niet ver weg.

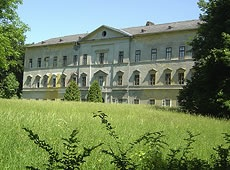
Slot Südseite

Alkoven · Aschach an der Donau · Eferding · Fraham · Haibach ob der Donau · Hartkirchen · Hinzenbach · Prambachkirchen · Pupping · Scharten · Sankt Marienkirchen an der Polsenz · Stroheim
- Gemeinsame Normdatei: 4526099-0
- Library of Congress Control Number: no2008023713
- MusicBrainz: 4cffe7a7-6b92-4bda-96e5-4f58dd2c946a
- Virtual International Authority File: 143456179
- WorldCat: E39PBJgCQxRqWCG7fxcT9Cr8YP